# Norwood–Calle 205 (línea Concourse)
Norwood–Calle 205 es una estación en la línea Concourse del metro de la ciudad de Nueva York. Localizada en la intersección de la Calle y la Avenida Bainbridge en Norwood sección de el Bronx, es servida todo el tiempo por los trenes del servicio D.
La estación tiene una plataforma central y dos vías. Al norte de la estación se encuentra un cruzamiento de vías para permitir que otros trenes cambien de vías.

## Conexiones de autobuses
- Bx10 hacia Riverdale
- Bx16 hacia Wakefield o Eastchester
- Bx28
- Bx30
- Bx34